# Jim Morrison
Jim Morrison, właśc. James Douglas Morrison (ur. 8 grudnia 1943 w Melbourne na Florydzie, zm. 3 lipca 1971 w Paryżu) – amerykański poeta i piosenkarz rockowy, znany najlepiej jako wokalista i twórca piosenek psychodelicznorockowej grupy The Doors. Epizodycznie także prozaik, aktor, reżyser filmowy i scenarzysta.
Uchodzi za jedną z najbardziej wpływowych postaci muzyki rockowej i współczesnej kultury popularnej. Jego styl życia stał się modelowy dla obyczajowych rebeliantów swoich czasów. Zaliczany do grona tzw. poetów wyklętych.

## Życiorys

### Dzieciństwo i młodość

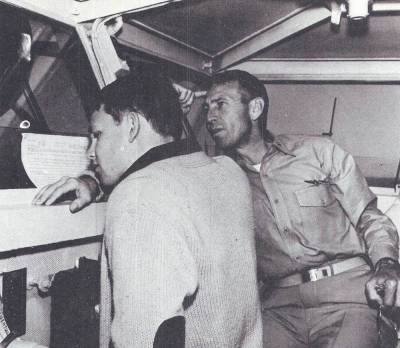
Jim Morrison z ojcem (1964)

Urodził się w Melbourne na Florydzie, w rodzinie pochodzenia irlandzko-angielskiego, był synem George’a Stephena Morrisona i Clary Clark Morrison. Wraz z rodziną wielokrotnie zmieniał miejsce zamieszkania, przemieszczali się po różnych rejonach USA, ostatecznie osiedli w Kalifornii. Ojciec Jima, który służył w marynarce wojennej na Pacyfiku podczas II wojny światowej, a później dosłużył się stopnia kontradmirała (Rear admiral), był dla niego źródłem nieustannej frustracji. W charakterze ojca upatruje się źródeł późniejszych skłonności rebelianckich syna. Kiedy rodzina Morrisonów na krótko osiadła w Nowym Meksyku, Jim całymi godzinami przesiadywał na pustyni, przyglądając się jaszczurkom i wężom. To spowodowało, że w tym czasie pojawiła się u niego fascynacja gadami, która była widoczna przez całe życie. Sam nazywał siebie „Królem Jaszczurem”.

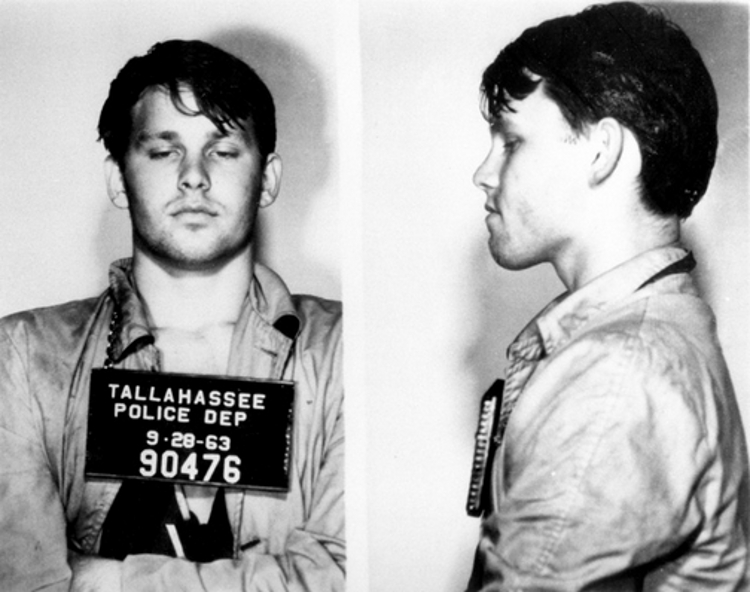
Morrison aresztowany w wieku 19 lat za pijackie zachowanie podczas meczu futbolu amerykańskiego (1963)

W wieku około 15 lat odkrył twórczość Fryderyka Nietzschego, Williama Blake’a, a przede wszystkim XIX-wiecznych poetów, takich jak Arthur Rimbaud, Paul Verlaine czy Charles Baudelaire. Szacuje się, że w tym czasie powstały jego pierwsze wiersze. Jako nastolatek Morrison zaczął buntować się przeciwko surowej dyscyplinie ojca, odkrywając alkohol i kobiety. Kiedy ukończył liceum w 1961 roku, poprosił rodziców o komplet dzieł Nietzschego jako prezent na ukończenie szkoły. Wcześnie opuścił rodzinny dom. Wstępując na uniwersytet, celowo podał fałszywą informację, że oboje jego rodzice nie żyją. W tym okresie zaczął też stosować substancje psychoaktywne, takie jak LSD i haszysz. Ukończył studia na UCLA w 1965 roku tylko dlatego, jak sam powiedział: „Nie chciałem iść do wojska i nie chciałem pracować – i to jest cholerna prawda”.

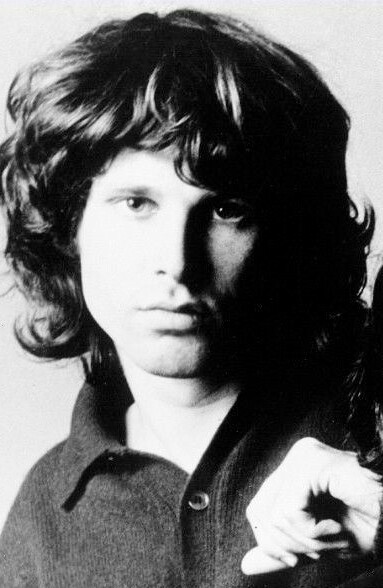
Jim Morrison (1967)

### Kariera muzyczna

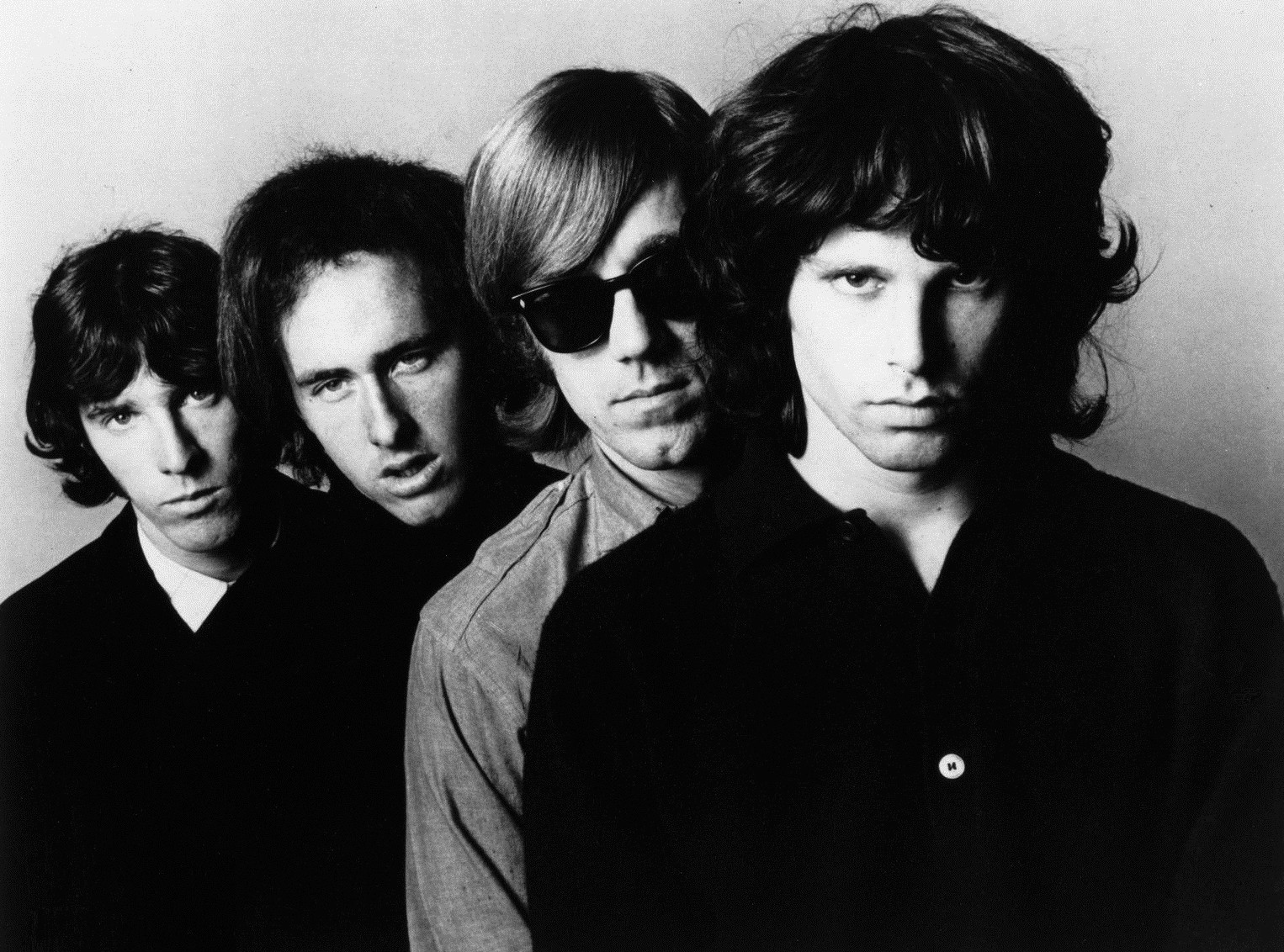
Jim Morrison (pierwszy od prawej) z grupą The Doors w 1966 roku

W wyniku przypadkowego spotkania z kolegą ze studiów – pianistą Rayem Manzarkiem – został wokalistą rockowym, wkrótce zdobywając gigantyczną popularność. Wraz z Robbym Kriegerem, Johnem Densmore’em oraz Rayem Manzarkiem (początkowo Manczarkiem) utworzył zespół The Doors. Nazwę grupy zaczerpnął z książki Drzwi percepcji autorstwa Aldousa Huxleya. Koledzy z zespołu nazywali go często „Jimbo”, jednak sam o sobie mówił „Król Jaszczur” lub „Mr. Mojo Risin'”. Fani ochrzcili go natomiast mianem „Pana Charyzmy”.
Krytycy podsumowują, że krótka kariera Morrisona to pasma skandali obyczajowych, awantur, orgii, uzależnienia od alkoholu oraz stałego balansowania na granicy obłędu. Styl życia Morrisona wpłynął na tarcia w grupie, w której trzech instrumentalistów zdecydowanych było rozwijać muzykę, podczas gdy wokalista coraz częściej nie był w stanie w ogóle pracować i występować na scenie.

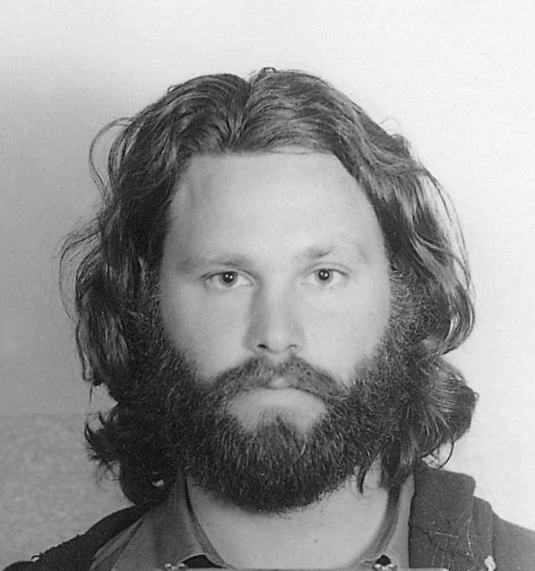
Jim Morrison (1970)

### Okoliczności śmierci

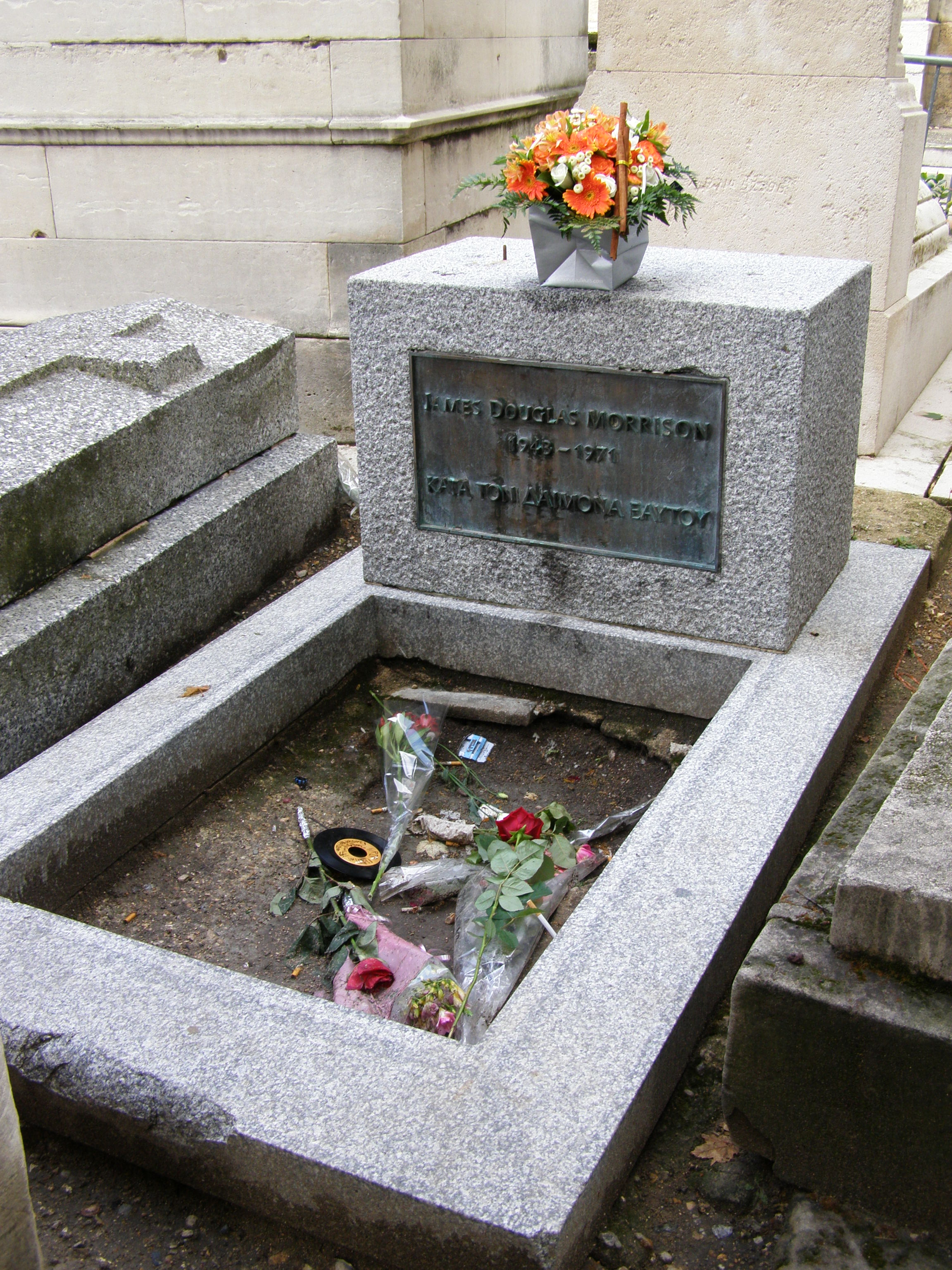
Grób artysty na cmentarzu Père Lachaise

Morrison miał wiele romansów, między innymi z piosenkarką Nico. W 1970 roku Jim wziął magiczny ślub z dziennikarką Patricią Kennaely. Mimo iż oboje podpisali potrzebne dokumenty, ich małżeństwo nigdy nie było ważne w świetle prawa. Jim miałby dziecko z Patricią, lecz dokonała ona aborcji. Jego najważniejszą partnerką życiową była Pamela Courson, z którą związał się szczególnie blisko w ostatnich latach życia. To ona, wyjechawszy w ślad za swym francuskim kochankiem, od którego kupowała narkotyki, namówiła go do porzucenia zespołu i wyjazdu do Paryża. Wkrótce później Morrison został znaleziony martwy w wannie we własnym mieszkaniu; oficjalnie zmarł na atak serca.
Okoliczności śmierci artysty od początku były źródłem licznych spekulacji. Najbardziej prawdopodobna wydaje się teoria, że Morrison zmarł z powodu przedawkowania heroiny, którą miał spożyć, myląc z kokainą, jak twierdziła Courson w pierwszej rozmowie po powrocie z Paryża, której drugim uczestnikiem był Danny Sugerman. Inna wersja jest taka, że mógł umrzeć w nocnym klubie Rock n' Roll Circus, w którym, wg właściciela lokalu, miał przebywać muzyk w ostatnich chwilach swojego życia. Według tej wersji muzyk miał zostać wyniesiony z klubu i zaniesiony do domu, co miało ukryć prawdziwą przyczynę śmierci. Jednym z argumentów za przedawkowaniem heroiny jest fakt, że znaleziony został martwy w wannie, a właśnie wanną pełną zimnej wody ratowano tych, którzy przedawkowali heroinę.
Informacja o śmierci została podana do wiadomości ogólnej dopiero po ośmiu dniach od zgonu i pięć dni po pogrzebie. Artysta został pochowany 6 lipca 1971 na cmentarzu Père-Lachaise w Paryżu, gdzie został pochowany m.in. Oscar Wilde, jeden z ulubionych poetów Morrisona.

## Wpływ na kulturę masową
O Morrisonie powstało wiele książek biograficznych (Jerry Hopkins No One Here Gets Out Alive (ISBN 978-0-446-60228-0), John Densmore Riders on the Storm: My Life with Jim Morrison and the Doors (ISBN 978-0-385-30447-4), Steven Davis Jim Morrison: Life, Death, Legend (ISBN 978-1-59240-099-7)), filmów dokumentalnych (Feast of Friends, The Doors are open, When You're Strange) oraz jeden film fabularny – The Doors w reżyserii Olivera Stone’a, w którym w postać Jima wciela się Val Kilmer.
Arkadiusz Jakubik wyreżyserował o nim musical pt. Jeździec burzy grany w Teatrze Rampa. Paweł Passini wyreżyserował spektakl pt. Morisson/Śmiercisyn w grany w Opolskim Teatrze Lalki i Aktora.

## Filmografia
- „Message to Love: The Isle of Wight Festival” (mat. archiwalne, 1997, film dokumentalny, reżyseria: Murray Lerner)[13]
- „Doors: Mr. Mojo Risin' – The Story of L.A. Woman” (mat. archiwalne, 2012, film dokumentalny, reżyseria: Martin R. Smith)[14]